# Ніжинське нижче технічне училище імені А. Ф. Кушакевича
Ніжинське нижче технічне училище імені А. Ф. Кушакевича (1900—1911) — професійно-технічний навчальний заклад, який передбачав створення окремих відділів для підготовки кваліфікованих техніків для сільського господарства, сільськогосподарського машинобудування та промисловості. Правонаступником навчальнного закладу є Ніжинський агротехнічний інститут.

## Створення
Розпорядженням Міністерства народної освіти від 1 липня 1900 р. Ніжинське ремісниче училище було перейменоване в Ніжинське нижче технічне училище імені А. Ф. Кушакевича.
Почало функціонувати два відділення: механіко-технічне та сільськогосподарсько-технічне — і підготовчий клас для них.

## Матеріальна база

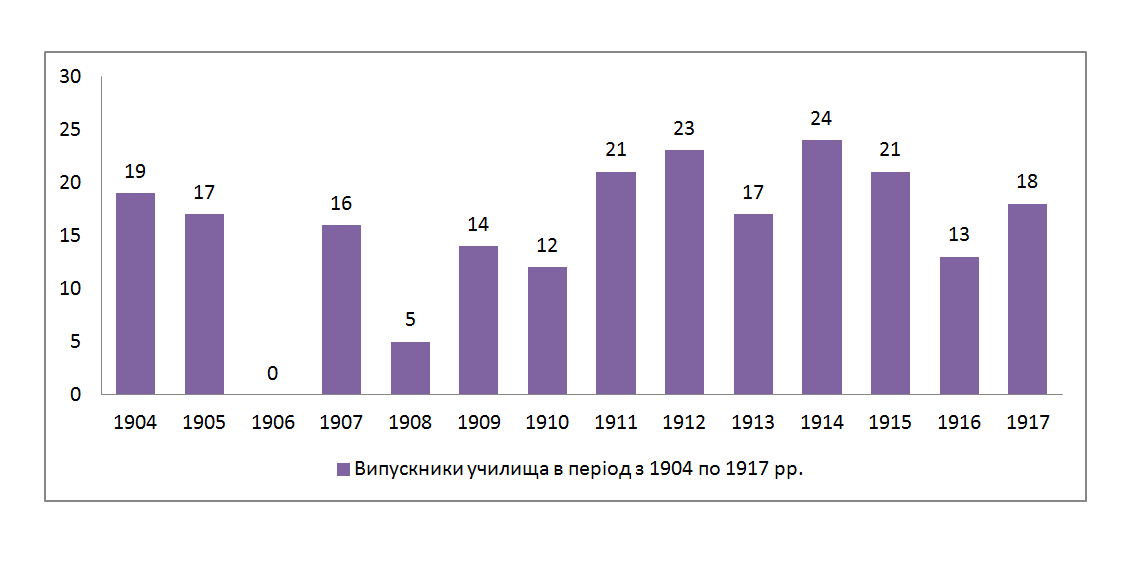
Випуск учнів училища

При училищі існувала бібліотека, майстерні (столярна, слюсарна, механічна), кузня, ливарня.

## Директори
- Василь Іванович Нечкін (1900—1905), батько видатного вченого, академіка, історика Нечкіної Міліци Василівни.
- Тимофій Якович Рощуковський (1905—1011) — статський радник, кавалер орденів Святої Анни третього ступеня і Святого Станіслава другого й третього ступенів, нагороджений Світло-бронзовою медаллю на честь трьохсотріччя царювання Дому Романових, викладач фізики та сільськогосподарських, механічних технологій. Закінчив курс наук у Санкт-Петербурзькому технологічному інституті.